# Interzellulare
Interzellularen (lat. inter „zwischen“ und cella, cellula „Keller, kleiner Raum, Zelle“) sind gasgefüllte Hohlräume zwischen benachbarten Zellen in pflanzlichen Geweben. Diese Zellzwischenräume entstehen während der Gewebeentwicklung nach der Zellteilung und bilden in ausdifferenzierten Geweben meist ein zusammenhängendes System.

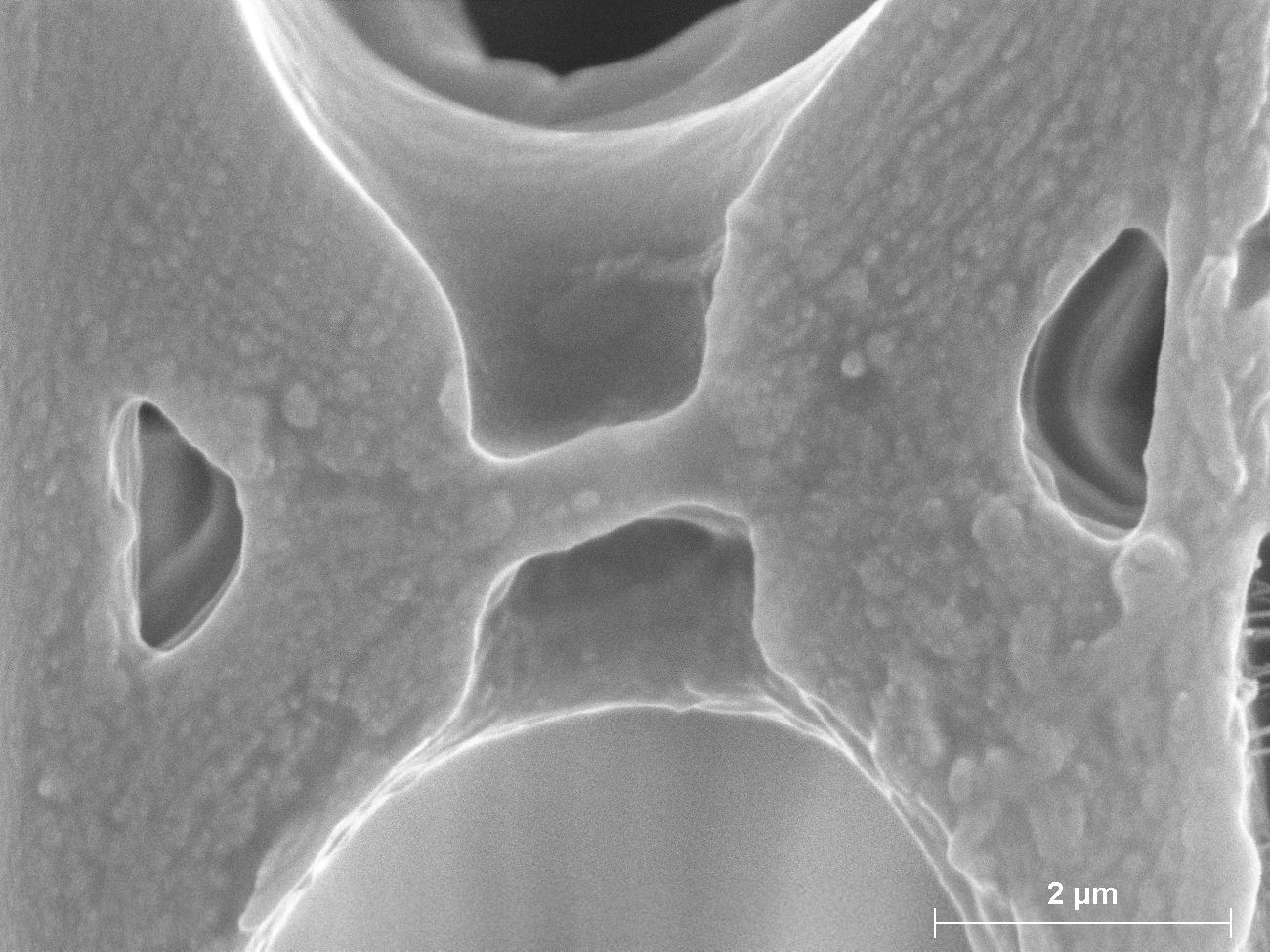
Interzellularen und einfacher Tüpfel zwischen zwei Parenchymzellen im Holzstrahl von Picea abies

## Bildung
Interzellularen entstehen auf eine von drei Arten:
- Bei der schizogenen Bildung (v. gr. schizein „spalten“) weichen benachbarte Zellen während des Wachstums durch Abrundung der Zellen und Auflösung der Mittellamellen zwischen den Zellwänden auseinander.
- Bei der lysigenen Bildung (v. gr. lýsis, „Lösung, Auflösung, Beendigung“) entstehen Interzellularen durch Auflösung von Zellen.
- Bei der rhexigenen Bildung (v. gr. rhexis, „Riß“) zerreißt das Gewebe durch ungleiches Wachstum.

## Funktion

Aufbau eines Laubblattes mit Schwammparenchym

Das Interzellularensystem steht über Spaltöffnungen und Lentizellen mit der Außenluft in Verbindung und ermöglicht so eine optimale Gasversorgung der Zellen. Je nach Anzahl und Größe der Interzellularen lassen sich „dichte“ und „lockere“ Gewebe unterscheiden. Zu ersteren gehören z. B. die Abschluss- und Festigungsgewebe, zu zweiteren die photosynthetisch aktiven Chlorenchyme (Assimilationsgewebe), die einen regen Gasaustausch benötigen.
Bei Aerenchymen („Durchlüftungsgewebe“) machen Interzellularen bis zu 70 % des Gewebevolumens aus. Aerenchyme finden sich häufig in Sumpf- und Wasserpflanzen und dienen der Versorgung untergetauchter Organe mit Luft. Andere Pflanzen bilden bei Überflutung ebenfalls Aerenchyme, deren Bildung durch das Phytohormon Ethylen ausgelöst wird. Bei vielen Pflanzen führt diese nachträgliche Umfunktionierung von Gewebe allerdings zu einem teilweisen Funktionsverlust und eventuell zu Absterben.
Das aufgrund seiner zahlreichen Interzellularen so benannte Schwammparenchym des Laubblattes dient gleichzeitig als Aerenchym und als Chlorenchym.
Neben der Funktion der Belüftung verändern Interzellularen auch die optischen Eigenschaften von Geweben. Aufgrund der Lichtbrechung beim Übergang von flüssigkeits- zu luftgefüllten Räumen erscheinen interzellularenreiche Gewebe lichtundurchlässig. Bei Abwesenheit von anderen Farbstoffen erscheint das Gewebe dann weiß, wie z. B. viele Blütenblätter.